# 墨西哥第一共和國
墨西哥第一共和國（1823年—1835年），正式名称为墨西哥合众国（西班牙語：Estados Unidos Mexicanos），是在墨西哥第一帝國滅亡後建立的共和國。在新憲法下，墨西哥採取了墨西哥合眾國這個名稱，成為聯合共和國，並以天主教為唯一國教。
但合眾國不能夠獲得足夠的人民支持，再加上於1840年代的美墨戰爭中被美國擊敗，墨西哥合眾國最終於1864年4月10日被墨西哥第二帝國推翻。

墨西哥第一帝國的轄區